# Djurröds kyrka
Djurröds kyrka är en kyrkobyggnad i Djurröd. Den tillhör Träne-Djurröds församling i Lunds stift. Kyrkan ligger cirka 22 km väster om Kristianstad, 10 km nordost om Linderöd och 12 km nordväst om Tollarp.

## Kyrkobyggnaden
Kyrkan uppfördes runt år 1200. På 1400-talet försågs kyrkorummet med kryssvalv och stjärnvalv av tegel som ersatte ett plant trätak. Ovanför nuvarande valv finns avsågade bjälkar från det ursprungliga trätaket. En grundlig restaurering genomfördes 1788 då kyrkan byggdes till åt väster. 1852 genomgick kyrkan sin sista utbyggnad.
Ovanför portalen på tornet finns en skylt som lyder:
TORNET UPPBYGGT ÅR MDCCCLII (1852)
I KONUNG OSKAR I:S ÅTTONDE
REGERINGSÅR SONE JACOBSSON
OCH OLA JÖNSSON KYRKVÄRD

## Kalkmålningar

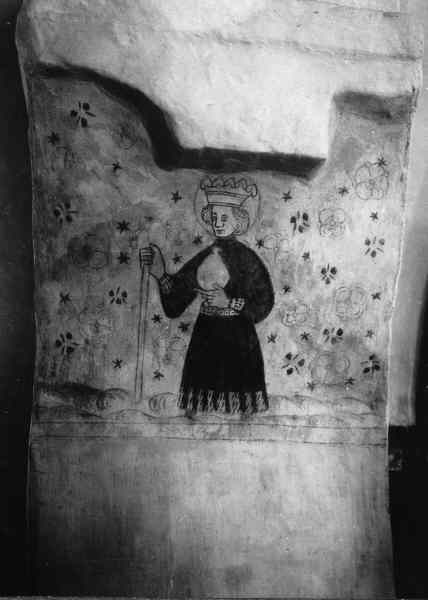
S:t Olof, på triumfbågens norra sida

Vid en restaurering av kyrkan år 1934 upptäckte man att väggarna och fältet över predikstolen, och hela koret, hade målningar dolda under kalken. Dessa har utförts av Nils Håkansson, Vittskövlemästaren, cirka år 1460. På norra sidan finns Norges skyddshelgon S:t Olof, och på södra sidan Danmarks skyddshelgon S:t Knud.

## Inventarier
- Äldsta inventarien är dopfunten som sannolikt är samtida med kyrkan. Vid en renovering förstördes dopfunten. 1934 återskaffades fotstycket som numera finns i den gamla tornkammaren. Nuvarande dopfunt skaffades in 1942.
- Altaruppsatsen och predikstolen är båda tillverkade 1705 av bildhuggare Petter Norrman.
- Nuvarande nummertavla tillkom 1792.

### Orgel
- 1867 byggde Jöns Lundahl & Knud Olsen en orgel med 6 stämmor.
- Den nuvarande orgeln är byggd 1952 av Grönlunds orgelbyggeri, Gammelstad. Fasaden är från 1867 års orgel. Orgeln är mekanisk och har följande disposition.

| Huvudverk I   | Svällverk II  | Pedal        | Koppel |
| Principal 8’  | Rörflöjt 8’   | Subbas 16’   | I/P    |
| Gedackt 8’    | Salicional 8’ | Nachthorn 4’ | II/P   |
| Oktava 4’     | Principal 4’  | Sifflöjt 2’  | II/I   |
| Spetsflöjt 4’ | Kvintadena 4’ |              |        |
| Mixtur 4 ch   | Gemshorn 2'   |              |        |
|               | Scharf 3 chor |              |        |